# Blossom Rock
Blossom Rock (gebürtig Edith Marie Blossom MacDonald, Pseudonym Marie Blake; * 21. August 1895 in Philadelphia, Pennsylvania; † 14. Januar 1978 in Los Angeles, Kalifornien) war eine US-amerikanische Schauspielerin.

## Leben
Blossom Rock war die ältere Schwester der Schauspielerin und Sängerin Jeanette MacDonald, mit der sie in ihrer Jugend in Vaudeville-Theatern auftrat. Ab 1931 spielte sie in mehr als 100 Spielfilmen mit, oft auch unter dem Pseudonym Marie Blake. Im Gegensatz zu ihrer Schwester Jeanette sollte sie allerdings nie den großen Durchbruch zum Filmstar schaffen: Meist spielte sie in kleinen Nebenrollen, die nur hin und wieder Erwähnung im Vor- oder Abspann der jeweiligen Filme fanden. In den 1940er-Jahren hatte sie eine wiederkehrende Rolle als Rezeptionistin Sally in der Dr.-Kildare-Filmreihe an der Seite von Lew Ayres und Lionel Barrymore. In dem Politikfilm Der Kandidat (1964) war sie in einer kleinen Rolle als Putzfrau zu sehen. Erst gegen Ende ihrer Karriere in den 1960er-Jahren wurde Blossom Rock durch ihre Darstellung der Großmutter Addams in der beliebten Fernsehserie The Addams Family einem breiteren Publikum bekannt.
Ab 1926 war sie mit Clarence Rock verheiratet, der im Jahr 1960 verstarb. Die Ehe blieb kinderlos. Sie starb am 14. Januar 1978 in Los Angeles im Alter von 82 Jahren eines natürlichen Todes.

## Filmografie (Auswahl)
- 1933: An Idle Roomer (Kurzfilm)
- 1937: My Dear Miss Aldrich
- 1937: Mannequin
- 1938: Rich Man, Poor Girl
- 1938: Love Finds Andy Hardy
- 1938: Three Loves Has Nancy
- 1938: Dr. Kildare: Sein erster Fall (Young Dr. Kildare)
- 1938: Dramatic School
- 1939: Tanz auf dem Eis (The Ice Follies of 1939)
- 1939: Dr. Kildare: Unter Verdacht (Calling Dr. Kildare)
- 1939: Die Frauen (The Women)
- 1939: Dr. Kildare: Das Geheimnis (The Secret of Dr. Kildare)
- 1940: Dr. Kildare: Auf Messers Schneide (Dr. Kildare’s Strange Case)
- 1940: Nachts unterwegs (They Drive by Night)
- 1940: Dr. Kildare: Die Heimkehr (Dr. Kildare Goes Home)
- 1940: They Knew What They Wanted
- 1940: Dr. Kildare: Verhängnisvolle Diagnose (Dr. Kildare’s Crisis)
- 1941: Dr. Kildare: Vor Gericht (The People vs. Dr. Kildare)
- 1941: Dr. Kildare: Der Hochzeitstag (Dr. Kildare’s Wedding Day)
- 1941: Echo der Jugend (Remember the Day)
- 1942: Dr. Kildare’s Victory
- 1942: Calling Dr. Gillespie
- 1942: Der Major und das Mädchen (The Major and the Minor)
- 1942: Meine Frau, die Hexe (I Married a Witch)
- 1942: Dr. Gillespie’s New Assistant
- 1943: Dr. Gillespie’s Criminal Case
- 1944: South of Dixie
- 1944: Sensationen für Millionen (Sensations of 1945)
- 1945: Eine Frau mit Unternehmungsgeist (Roughly Speaking)
- 1945: Between Two Women
- 1945: Weihnachten nach Maß (Christmas in Connecticut)
- 1945: Abbott and Costello in Hollywood
- 1947: Dark Delusion
- 1947: Trauer muss Elektra tragen (Mourning Becomes Electra)
- 1948: Der Pantoffelheld (An Innocent Affair)
- 1948: Die Schlangengrube (The Snake Pit)
- 1949: Gefängnis ohne Gitter (Bad Boy)
- 1949: Todesfalle von Chikago (Chicago Deadline)
- 1950: Die Männerfeindin (A Woman of Distinction)
- 1951: Love Nest
- 1951: Mädchen im Geheimdienst (FBI Girl)
- 1952: The Star
- 1953: Small Town Girl
- 1954: Der Würger von Paris (Phantom of the Rue Morgue)
- 1954: Immer jagte er Blondinen (The Human Jungle)
- 1955–1957: Dr. Hudson’s Secret Journal (Fernsehserie, fünf Folgen)
- 1956: Die Männer um Hilda Crane (Hilda Crane)
- 1957: Die Spur zum Gold (The Way to the Gold)
- 1960: Von der Terrasse (From the Terrace)
- 1961: Ein Stern im Westen (The Second Time Around)
- 1962: Lawman (Fernsehserie, Folge 4x38)
- 1964: Der Kandidat (The Best Man)
- 1964–1966: The Addams Family (Fernsehserie, 36 Folgen)